# Борівоє Костич
Борівоє (Бора) Костич (серб. Borivoje Kostić/ Borivoje Kostić, нар. 14 червня 1930, Обреновак — пом. 10 січня 2011, Белград) — югославський футболіст, що грав на позиції нападника, переважно лівого крайнього. Чемпіон  Олімпійських ігор 1960 року, срібний призер чемпіонату Європи 1960 року. Більшу частину клубної кар'єри провів в команді «Црвена Звезда».

## Клубна кар'єра
У дорослому футболі дебютував 1950 року виступами за команду клубу «Црвена Звезда».  Перші три сезони Костич рідко потрапляв у склад. Так у чемпіонському сезоні 1952-53 року не зіграв у чемпіонаті жодної зустрічі. Але уже з наступної першості країни почав виходити у складі регулярно, згодом ставши ключовим гравцем команди і її головним бомбардиром, маючи середню результативність на рівні 0,73 голу за гру першості. Основною позицією на полі для гравця став лівий край нападу. 50-ті роки були дуже успішними для «Црвени Звезди». В період з 1956 по 1960 рік команда виграла 4 чемпіонських титули з 5, а також двічі здобувала кубок Югославії. Причому, в обох кубкових фіналах Костич забивав по два голи: в 1958 році двічі вразив ворота клубу  «Вележ Мостар» («Црвена Звезда» перемогла 4:0), а в 1959 році в ворота белградського «Партизану» (3:1). У чемпіонаті ж найбільш результативною для Костича вийшла першість 1956-57 року, коли він відзначився у воротах суперників 27 разів. Втім, найкращим бомбардиром турніру не став, поступившись одним м'ячем Тодору Васеліновичу із «Воєводини». Надолужив своє Костич у сезонах 1958-59 і 1959-60 років, ставши найкращим бомбардиром чемпіонатів з показниками у 25 і 19 м'ячів відповідно. У цей же час нападнику вдалося виграти титул найкращого бомбардира міжнародного турніру. Костич протягом 1958 - 1960 років виступав у складі збірної Белграду у Кубку ярмарків, де його команда дісталася до півфіналу, а сам гравець відзначився 6 разів у матчах першості. 
Протягом 1961—1962 років захищав кольори команди італійського клубу «Віченца», де не зумів себе особливо проявити, зігравши лише 7 матчів.
В результаті повернувся 1962 року до «Црвени Звезди» і відіграв за белградську команду наступні чотири сезони своєї ігрової кар'єри. Знову став ключовим гравцем команди, відзначаючись забитим голом в середньому щонайменше у кожній третій грі чемпіонату. За цей час додав до переліку своїх трофеїв ще один титул чемпіона Югославії. Загалом у першості Югославії Бора Костич забив 158 голів і за цим показником посідає четверте місце по результативності за всю історію турніру, а також є найкращим бомбардиром «Црвени Звезди» у чемпіонатах країни. Загалом за клуб у всіх турнірах Костич зіграв 580 матчів і забив 539 голів. 
Завершив професійну ігрову кар'єру у американському клубі «Сент-Луїс Старс», за команду якого виступав протягом 1967 року.
Помер 10 січня 2011 року на 81-му році життя у місті Белград.

## Виступи за збірну
1956 року дебютував в офіційних матчах у складі національної збірної Югославії у матчі зі збірною Індонезії і одразу відзначився забитим голом. Протягом кар'єри у національній команді, яка тривала 8 років, провів у формі головної команди країни 33 матчі, забивши 25 голів. У кількох матчах був капітаном команди.
У складі збірної був учасником чемпіонату Європи 1960 року у Франції, де разом з командою здобув «срібло». Потрапив у символічну збірну фінального турніру. 
У тому ж році здобув «золото» на Олімпійських іграх у Римі. Приблизно на половину видозмінена (у порівнянні з чемпіонатом Європи) команда Югославії дійшла до фіналу, де перемогла з рахунком 3:1 збірну Данії. Один з трьох голів у фіналі на рахунку Бори Костича, а загалом на турнірі він відзначився шістьма голами, поступившись у гонці бомбардирів лише одним м'ячем своєму партнеру по команді Мілану Галичу. Такий успіх збірній Югославії вдався лише з четвертої спроби, адже на трьох попередніх Олімпіадах команда незмінно завойовувала «срібло».
Регулярно викликався до складу збірної аж до свого від’їзду в Італію.
| Дата       | Місто         | Господарі      | Результат  | Гості          | Турнір                      | Голи | Примітки |
| ---------- | ------------- | -------------- | ---------- | -------------- | --------------------------- | ---- | -------- |
| 11/09/1956 | Белград       | Югославія      | 4 – 2      | Індонезія      | товариський матч            | 1    |          |
| 30/09/1956 | Белград       | Югославія      | 1 – 2      | Чехословаччина | Кубок Гере                  | -    |          |
| 05/05/1957 | Афіни         | Греція         | 0 – 0      | Югославія      | Відбір до ЧС 1958           | -    |          |
| 18/05/1957 | Братислава    | Чехословаччина | 1 – 0      | Югославія      | Кубок Гере                  | -    |          |
| 20/04/1958 | Будапешт      | Угорщина       | 2 – 0      | Югославія      | товариський матч            | -    |          |
| 19/04/1959 | Будапешт      | Угорщина       | 4 – 0      | Югославія      | товариський матч            | -    |          |
| 26/04/1959 | Базель        | Швейцарія      | 1 – 5      | Югославія      | Кубок Гере                  | -    |          |
| 11/10/1959 | Белград       | Югославія      | 2 – 4      | Угорщина       | товариський матч            | 1    |          |
| 21/10/1959 | Тель-Авів     | Ізраїль        | 2 – 2      | Югославія      | Відбір до ОІ 1960           | 2    |          |
| 25/10/1959 | Софія         | Болгарія       | 1 – 1      | Югославія      | Відбір до ЧЄ 1960           | -    |          |
| 15/11/1959 | Белград       | Югославія      | 4 – 0      | Греція         | Відбір до ОІ 1960           | 1    |          |
| 01/01/1960 | Касабланка    | Марокко        | 0 – 5      | Югославія      | товариський матч            | 2    | Капітан  |
| 03/01/1960 | Туніс (місто) | Туніс          | 1 – 5      | Югославія      | товариський матч            | 1    | Капітан  |
| 08/01/1960 | Єрусалим      | Єгипет         | 0 – 1      | Югославія      | товариський матч            | -    | Капітан  |
| 10/04/1960 | Белград       | Югославія      | 1 – 2      | Ізраїль        | Відбір до ОІ 1960           | -    |          |
| 24/04/1960 | Афіни         | Греція         | 0 – 5      | Югославія      | Відбір до ОІ 1960           | 1    |          |
| 08/05/1960 | Лісабон       | Португалія     | 2 – 1      | Югославія      | Відбір до ЧЄ 1960           | 1    |          |
| 11/05/1960 | Лондон        | Англія         | 3 – 3      | Югославія      | товариський матч            | 1    |          |
| 22/05/1960 | Белград       | Югославія      | 5 – 1      | Португалія     | Відбір до ЧЄ 1960           | 2    | Капітан  |
| 06/07/1960 | Париж         | Франція        | 4 – 5      | Югославія      | ЧЄ 1960 - півфінал          | -    |          |
| 30/04/1960 | Париж         | Югославія      | 1 – 2 д.ч. | СРСР           | ЧЄ 1960 - Фінал             | -    | Капітан  |
| 20/08/1960 | Белград       | Югославія      | 7 – 0      | Туніс          | товариський матч            | 2    | Капітан  |
| 26/08/1960 | Пескара       | Югославія      | 6 – 1      | Єгипет         | Олімпійські ігри - група    | 3    |          |
| 29/08/1960 | Флоренція     | Югославія      | 4 – 0      | Туреччина      | Олімпійські ігри - група    | 2    |          |
| 01/09/1960 | Рим           | Югославія      | 3 – 3      | Болгарія       | Олімпійські ігри - група    | -    |          |
| 05/09/1960 | Неаполь       | Італія         | 1 – 1      | Югославія      | Олімпійські ігри - півфінал | -    |          |
| 10/09/1960 | Рим           | Югославія      | 3 – 1      | Данія          | Олімпійські ігри - фінал    | 1    |          |
| 09/10/1960 | Будапешт      | Угорщина       | 1 – 1      | Югославія      | товариський матч            | 1    |          |
| 07/05/1961 | Белград       | Югославія      | 2 – 4      | Угорщина       | товариський матч            | 1    |          |
| 04/06/1961 | Белград       | Югославія      | 2 – 1      | Польща         | Відбір до ЧС 1962           | 1    |          |
| 18/06/1961 | Белград       | Югославія      | 3 – 2      | Марокко        | товариський матч            | -    |          |
| 25/06/1961 | Хожув         | Польща         | 1 – 1      | Югославія      | Відбір до ЧС 1962           | -    |          |
| 1961       | Белград       | Югославія      | 2 – 7      | Зірки світу    | товариський матч            | 1    |          |
| Усього     |               | Матчів         | 33         |                | Голів                       | 25   |          |

## Титули і досягнення
- Чемпіон Югославії (7):

«Црвена Звезда»:  1951, 1952-53, 1955-56, 1956-57, 1958-59, 1959-60, 1963-64
- Володар Кубка Югославії (3):

«Црвена Звезда»:  1957-58, 1958-59, 1963-64
- Найкращий бомбардир Чемпіонату Югославії (2):

«Црвена Звезда»:  1958-59 (25 голів), 1959-60 (19)
- Найкращий бомбардир Кубка ярмарків (1):

Збірна Белграду:  1958-60 (6)
- Олімпійський чемпіон (1): 1960
- Віце-чемпіон Європи (1): 1960